# Galium chloroleucum
Galium chloroleucum är en måreväxtart som beskrevs av Fisch. och Carl Anton von Meyer. Galium chloroleucum ingår i släktet måror, och familjen måreväxter.
Artens utbredningsområde är Iran. Inga underarter finns listade i Catalogue of Life.